# East Dunbar
East Dunbar és una població dels Estats Units a l'estat de Florida. Segons el cens del 2000 tenia 1.935 habitants.

## Demografia
Segons el cens del 2000, East Dunbar tenia 1.935 habitants, 627 habitatges, i 432 famílies. La densitat de població era de 933,9 habitants/km².
Dels 627 habitatges en un 30,1% hi vivien nens de menys de 18 anys, en un 31,9% hi vivien parelles casades, en un 30% dones solteres, i en un 31,1% no eren unitats familiars. En el 23,6% dels habitatges hi vivien persones soles el 10% de les quals corresponia a persones de 65 anys o més que vivien soles. El nombre mitjà de persones vivint en cada habitatge era de 2,98 i el nombre mitjà de persones que vivien en cada família era de 3,61.
Per edats la població es repartia de la següent manera: un 31,6% tenia menys de 18 anys, un 10% entre 18 i 24, un 23,3% entre 25 i 44, un 22,8% de 45 a 60 i un 12,4% 65 anys o més.
L'edat mediana era de 34 anys. Per cada 100 dones de 18 o més anys hi havia 83,4 homes.
La renda mediana per habitatge era de 22.941 $ i la renda mediana per família de 25.809 $. Els homes tenien una renda mediana de 24.688 $ mentre que les dones 23.859 $. La renda per capita de la població era de 9.567 $. Entorn del 30,4% de les famílies i el 37,3% de la població estaven per davall del llindar de pobresa.

## Poblacions més properes
El següent diagrama mostra les poblacions més properes.